# Blanchefosse-et-Bay
Blanchefosse-et-Bay ist eine französische Gemeinde mit 136 Einwohnern (Stand 1. Januar 2022) im Département Ardennes in der Region Grand Est (vor 2016: Champagne-Ardenne). Sie gehört zum Arrondissement Charleville-Mézières, zum Kanton Signy-l’Abbaye und zum Gemeindeverband Ardennes Thiérache.

## Geographie
Blanchefosse-et-Bay liegt im 2011 gegründeten Regionalen Naturpark Ardennen und grenzt im Nordwesten an das Département Aisne. Umgeben wird Blanchefosse-et-Bay von den Nachbargemeinden Rumigny im Norden, Aouste im Nordosten, La Férée im Osten, Le Fréty im Süden, Résigny im Südwesten, Les Autels und Brunehamel im Westen sowie Mont-Saint-Jean im Nordwesten.

## Geschichte
Zum 1. Januar 1974 wurden die bis dahin eigenständigen Gemeinden Bay und Blanchefosse zu der heutigen Gemeinde zusammengelegt.

## Bevölkerungsentwicklung
| Jahr                       | 1962 | 1968 | 1975 | 1982 | 1990 | 1999 | 2006 | 2013 | 2019 |
| Einwohner                  | 220  | 210  | 261  | 210  | 184  | 152  | 153  | 159  | 145  |
| Quellen: Cassini und INSEE |      |      |      |      |      |      |      |      |      |

## Sehenswürdigkeiten
- Ruine des Klosters Bonnefontaine von Blanchefosse, MH (1926)
- Kirche Saint-Jean-Baptiste in Blanchefosse
- Kirche Saint-Thomas-Beckett in Bay

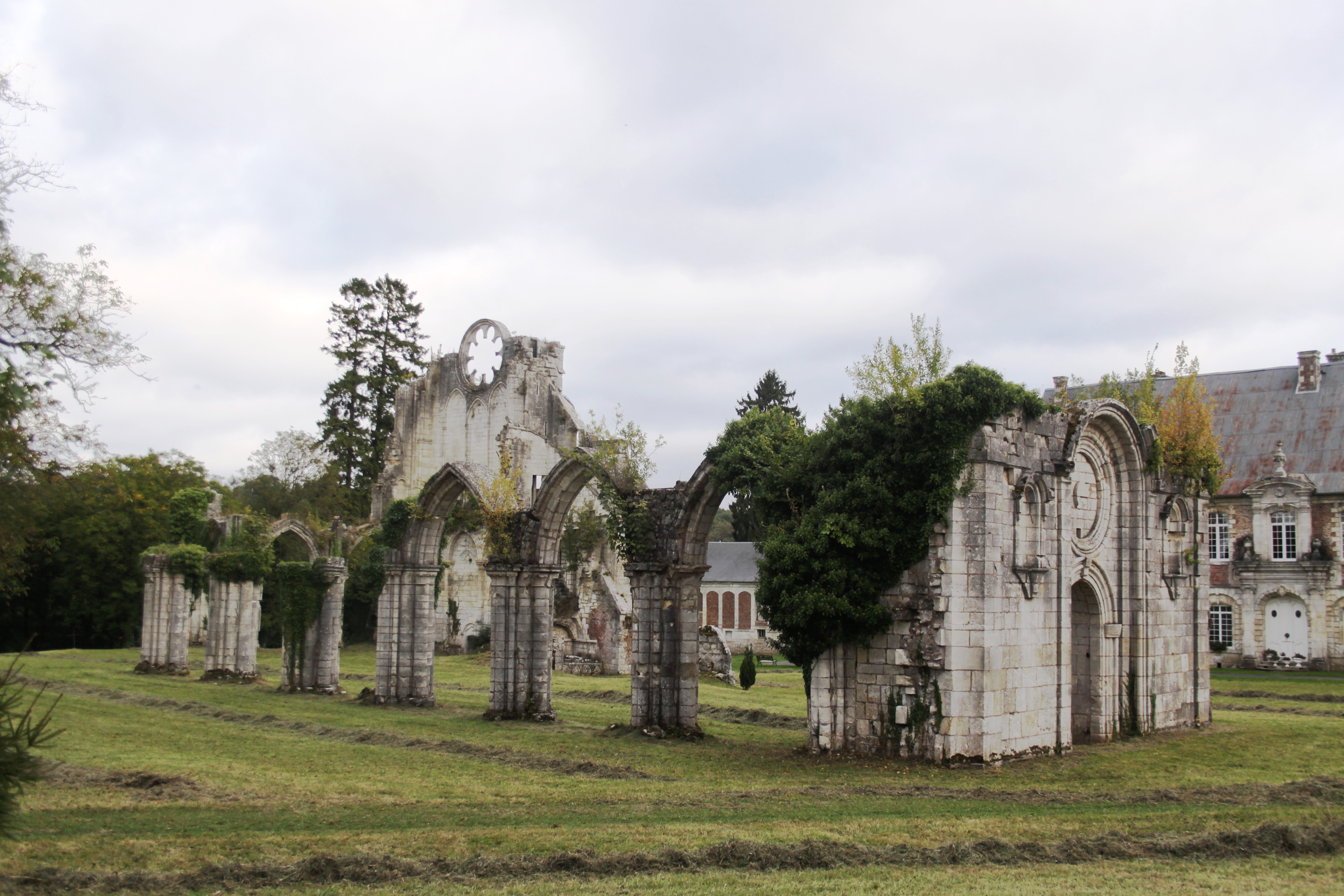
Klosterruine
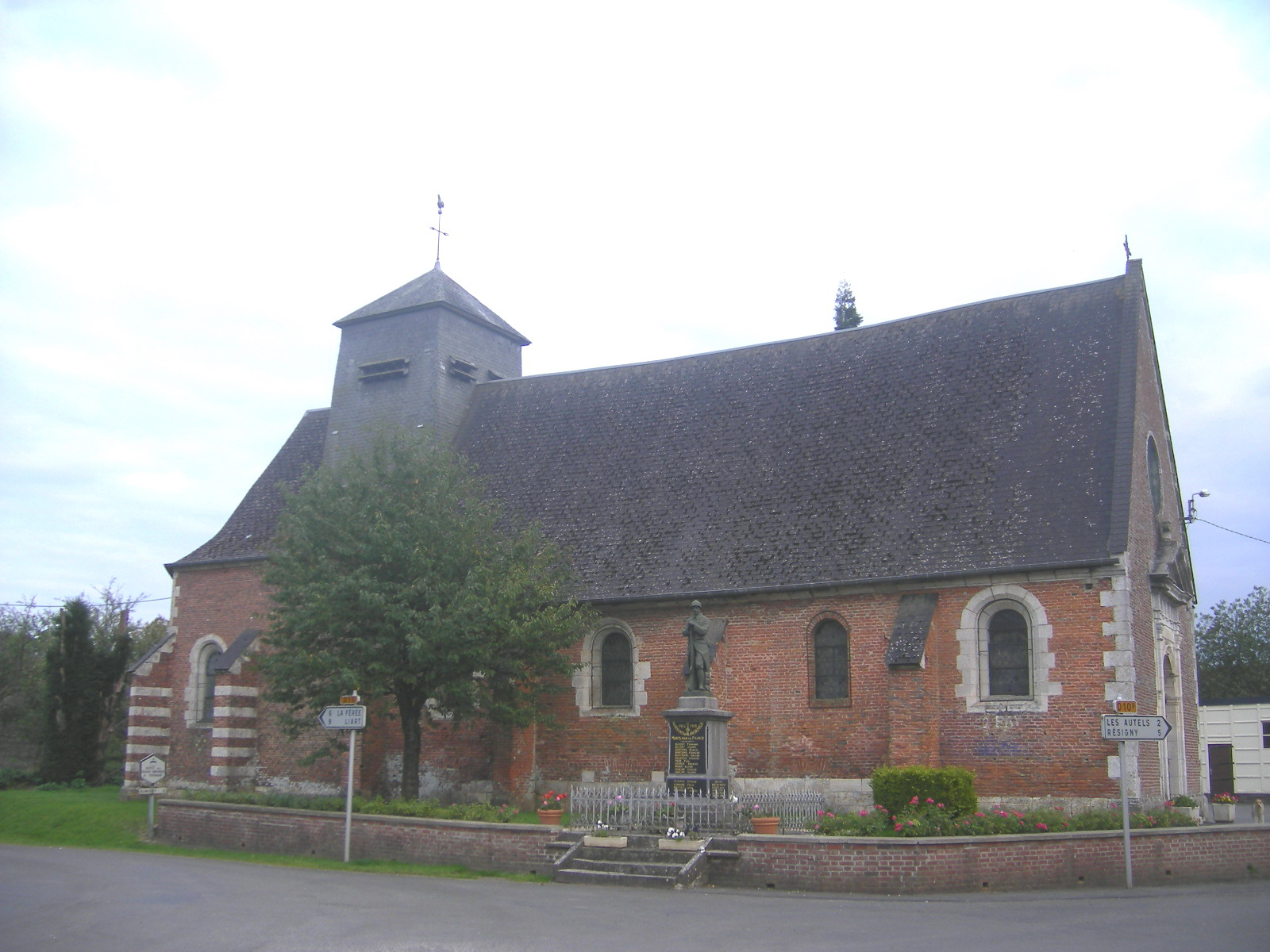
Kirche von Blanchefosse